# 1789, Les Amants de la Bastille
1789: Les Amants de la Bastille (1789: Gli innamorati della Bastiglia) è uno spettacolo musicale francese di Dove Attia e Albert Cohen, su musiche di Rod Janois, Jean-Pierre Pilot, Olivier Schultheis, William Rousseau e Dove Attia, la cui prima rappresentazione ha avuto ufficialmente luogo il 10 ottobre 2012 al Palais des Sports de Paris e l'ultima il 5 gennaio 2015, ugualmente al Palais des Sports.

## Sinossi
Nella primavera del 1788 il regno di Francia è devastato dalla fame, ma la corte di Luigi XVI a Versailles spende senza badarvi. Il popolo comincia a rivoltarsi e ben presto la rivolta s'ingrandisce.
È in questo momento che Ronan, giovane paesano rivoltoso, privato della sua terra a causa delle ingiustizie, arriva a Parigi e conosce Olympe, vicegovernante dei figli di Maria Antonietta d'Austria. Loro non avrebbero dovuto mai incontrarsi e né tanto meno amarsi.
Nel tormento della Rivoluzione francese, i due amanti vivranno un idillio così bello quanto proibito, conosceranno gli intrighi più folli e più romantici, il tutto accompagnato dalle più grandi figure della Rivoluzione come Georges Jacques Danton, Maximilien de Roberspierre o ancora Camille Desmoulins. Dopo essersi separati, Olympe e Ronan si riuniranno il 14 luglio 1789 davanti al simbolo del potere reale, la prigione della Bastiglia, che sigillerà per sempre il loro destino e segnerà il volo dei nuovi ideali.

## Scheda tecnica
- Titolo: 1789, les Amants de la bastille
- Libretto: Dove Attia e François Chouquet
- Testo: Dove Attia e Vincent Baguian
- Musiche: Rod Janois, Jean-Pierre Pilot, Olivier Schultheis, William Rousseau e Dove Attia, Louis Delort e Laurent Delort
- Regia e Coreografie: Giuliano Peparini
- Produzione: Dove Attia e Albert Cohen
- Casting: Bruno Berberes
- Costumi: Frédéric Olivier
- Parrucchieri: Sébastien Quinet e Any d'Avray
- Luci: Xavier Lauwers
- Immagini: Patrick Neys
- Vocal Coach : Pierre Reggiani
- Data della prima rappresentazione: 10 ottobre 2012 al Palais des Sports de Paris[2]
- Data dell'ultima rappresentazione della stagione I: 13 gennaio 2013 al Palais des Sports de Paris[3]
- Data dell'inizio della tournée: 1 febbraio 2013 allo Zenith de Lille
- Data del recupero: 7 novembre 2013 (rimandata al 29 dello stesso mese a causa di un incidente) al Palais des Sports de Paris
- Data dell'ultima rappresentazione della stagione II: 5 gennaio 2014 al Palais des Sports de Paris

## Distribuzione

### Cantanti
- Louis Delort : Ronan Mazurier, paesano, l'innamorato della Bastiglia
- Camille Lou : Olympe du Puget, vicegoverante dei bambini reali, l'innamorata della Bastiglia
- Rod Janois : Camille Desmoulins, avvocato, giornalista e deputato, "la piuma della Rivoluzione"
- Roxane Le Texier: Marie-Antoinette d'Autriche, regina di Francia
- Sébastien Agius: Maximilien Roberspierre, avvocato e deputato degli Stati Generali
- Nathalia poi Caroline Rose: Solène, sorella di Ronan
- Matthieu Carnot: Lazare, conte de Peyrol, ufficiale del re
- David Bàn : Georges Jacques Danton, avvocato e presidente del club dei cordiglieri
- Yamin Dib poi Willy Rovelli : Auguste Ramard, detto <"l'informatore"
- 1 stagione : Eva Baraes, Elisa Bergomi, Sonia Ben Ammar, Charlie Loiselier, Morgane Rouault, Marilou Lopes-Benites ed Elyne Craipeau che hanno il ruolo di Charlotte e del delfino del re.
- 2stagione: Morgane Rouault, Marilou Lopes-Benites, Elyne Craipeau e Prune Richarde che hanno il ruolo di Charlotte e del delfino del re.

### Attori
- Guillaume Delvingt: Jacques Necker, direttore generale delle finanze; e Honoré Gabriel Riqueti de Mirabeau, deputato del Terzo Stato e iniziatore alla Dichiarazione dei Diritti dell'Uomo e del Cittadino del 26 agosto 1789 (e padre di Ronan e Solène)
- Philippe Escande: Luigi XVI, re di Francia; Luogotenente de Puget (padre di Olympe)
- Valentin Vossenat[4]: Tournemain, scagnozzo di Auguste Ramard
- Olivier Mathieu: Loisel, scagnozzo di Auguste Ramard
- Tatiana Matre: Gabrielle de Polignac, duchessa di Polignac e marchesa Mancini, amica e confidente di Maria Antonietta d'Austria e sostituta di Camille Lou e di Nathalia
- Corentin Mazo: Axel de Fersen, conte svedese, amante di Maria Antonietta d'Austria
- Cyril Romoli: il conte d'Artois (fratello del re) e sostituto di David Bàn

### Sostituti
- Emmanuelle Bouaziz : Maria Antonietta d'Austria e Gabrielle de Polignac
- Alan Grall: Ronan et Robespierre
- Tatiana Matre: Olympe e Solène
- Cyril Romoli: Danton
- Philippe Escande: Ramard
- Guillaume Delvingt: Luigi XVI
- Mehdi Baki: Loisel

## Ballerini
- Gaëtan Renaudin
- Mehdi Baki
- Gianlorenzo De Donno
- Alessandra Cito
- Guillaume Arvin Berod
- Justine Catala
- Noellie Bordelet
- Manon Bartoletti
- Corentin Mazo
- Loic Lahaye
- Utku Bal
- Gian Luca Falvo
- Mikael Fau
- Bérénice Faure
- Tamara Fernando
- Alan Grall
- Thomas Alliot
- Camilla Brezzi
- Olivier Mathieu
- Alexandra Jezouin
- Robin Fabre
- Aurore Mettray
- Adrien Ouaki
- Loredana Perrichetti
- Geoffrey Ploquin
- Arthur Rojo
- Benjamin Akl
- Emmanuelle Seguin Hernandez
- Joseph Gebrael
- Jimmy Vairon
- Valentina Valenti
- Valentin Vossenat
- Justine Tourillon
- Anne Caroline Boidin

## Discografia

### Singoli
Rivelata il 3 ottobre 2011, Ça ira mon amour, è il primo singolo dello spettacolo, interpretato da Rod Janois, il cui video è stato pubblicato con una clip il 28 ottobre 2011. Un'edizione collector fu disponibile il 2 gennaio 2012.
Il secondo singolo, Pour la peine, cantato dalla troupe, è uscito il 27 febbraio 2012, seguito dal video pubblicato il 2 marzo 2012.
Anche adattato in video il 1º luglio 2012, e girato al Castello di Versailles, Je Veux le monde